# Caroline Krook
Märta Caroline Desirée Krook, född 18 november 1944 i Oscars församling, Stockholm, död 16 augusti 2025 i Högalids församling, Stockholm, var en svensk präst och biskop i Svenska kyrkan, där hon var biskop för Stockholms stift åren 1998–2009. Hon prästvigdes år 1969 och utnämndes 1990 till domprost i Storkyrkan i Stockholm och blev därmed Sveriges första kvinnliga domprost. Hennes valspråk som biskop var "Var brinnande i anden – tjäna Herren" (Romarbrevet 12:11).

## Biografi
Krook tog ställning för samkönade äktenskap genom att uttrycka att homosexuella par skulle få möjlighet att vigas kyrkligt. Hon motiverade sitt ställningstagande med att Bibelns författare, och i synnerhet Paulus enligt hennes tolkning inte kände till det vi idag benämner genuin homosexualitet. Krook invigningstalade på Stockholm Pride 2004, där hon deklarerade att hon vill medverka till ett könsneutralt äktenskap som skall kunna välsignas i kyrkan.
Krook gav i april 2006 sitt stöd till fotoutställningen Uppenbar(a)t, men drog senare tillbaka detta, liksom ett utlovat bidrag på 400 000 kronor. Innan dess hade dock domprosten Hakon Långström beslutat avgå i protest.
Kort efter sitt tillträde som biskop bad Krook stiftets präster att skriva ett brev till henne och i detta beskriva hur de upplever sin roll som präster och situationen i den församling där de tjänstgör. År 1999 bad en journalist att få ta del av dessa brev, med hänvisning till att breven utgjorde offentlig handling. Krook vägrade att lämna ut breven med motiveringen att det gällde själavård. År 2003 dömdes Krook i hovrätten till 16 000 kr i böter för tjänstefel. I maj 2005 gjordes en polisanmälan mot Krook för hemfridsbrott efter att hon tagit sig in hos grannarna på sommarstället och dragit ur kontakten till deras radio som spelade högljudd musik. En förundersökning inleddes men lades ner i juni 2005.
Caroline Krooks stavnedläggningsmässa hölls i Storkyrkan den 29 oktober 2009. Under det biskopsval som hölls i maj 2009 vann Eva Brunne över Hans Ulfvebrand. Brunne vigdes till ny biskop av Stockholm den 8 november.
Caroline Krook tilldelades 8 juni 2010 H.M. Konungens medalj av 12:e storleken i Serafimerordens band, "För mångåriga framstående insatser för Svenska kyrkan".
Krook var dotterdotter till skådespelaren Alrik Kjellgren och kusin till författaren och teaterchefen Ture Rangström.
Hon avled i augusti 2025 efter att ha drabbats av lungcancer.